# Pollux (szczyt)
Pollux (wł. Polluce) – szczyt w Alpach Pennińskich, w masywie Breithorn - Lyskamm. Leży na granicy między Włochami (region Dolina Aosty) a Szwajcarią (kanton Valais). Sąsiaduje z Castorem, oba szczyty nazywane są bliźniakami (niem. „Zwillinge”). Szczyt można zdobyć ze schronisk: Gandegghütte (3030 m), Monte Rosa Hut (2795 m) po stronie szwajcarskiej oraz Rifugio Mezzalama (3036 m), Rifugio Teodulo (3327 m), Rifugio Guide Val d'Ayas (3420 m) i Bivacco Rossi e Volante (3750 m) po stronie włoskiej. Można też dotrzeć na szczyt przez Klein Matterhorn, na szczyt którego kursuje kolejka linowa.
Pierwszego wejścia dokonali Jules Jacot, Josef-Marie Perren i Peter Taugwalder (ojciec) 1 sierpnia 1864 r.